# Paul Siefert
Paul Siefert (nazwisko pisane także Sivert, Syfert, Siewert) (1586, Gdańsk – 6 maja 1666, Gdańsk) – był gdańskim organistą i kompozytorem, tworzącym muzykę w stylu wczesnego baroku, przez 42 lata związanym z kościołem Mariackim.
Urodził się w Gdańsku (data dzienna nieznana) jako syn prokuratora miejskiego Paula Sieferta (zm. 1604) i jego drugiej żony Zuzanny. Ochrzczono go w kościele Mariackim 23 maja 1586. W latach 1607–1608 dzięki stypendium Rady Miejskiej studiował w Amsterdamie u Jana Pieterszoona Sweelincka. Po powrocie do Gdańska został przydzielony jako asystent organiście kościoła Mariackiego Cajusowi Schmidtleinowi. Po jego śmierci (1611) starał się o stanowisko organisty przy nowo zbudowanych organach tego kościoła, jednak przełożeni kościoła zdecydowali się na konkurs i z czterech kandydatów wybrali Krzysztofa Vatera z Holsztynu. Wówczas Siefert poprosił Radę Miejską o zwolnienie z obowiązków i udał się do Królewca, gdzie przyjął stanowisko organisty kościoła na Starym Mieście. 16 lutego 1612 poślubił w Królewcu Marię Schwiris. W 1616 zrezygnował z posady w Królewcu i został organistą dworu królewskiego w Warszawie (do 1623), z roczną pensją na utrzymanie rodziny w wysokości 200 florenów. 1623 powrócił do Gdańska, by ponownie stanąć do konkursu na stanowisko pierwszego organisty kościoła Mariackiego i tym razem wygrał; funkcję tę sprawował już do śmierci (po śmierci Andreasa Hakenbergera bezskutecznie ubiegał się o stanowisko kapelmistrza, które jednak uzyskał Kaspar Förster starszy). Stało się to zalążkiem długotrwałego konfliktu pomiędzy oboma muzykami (patrz niżej).
Siefert eksperymentował w muzyce wokalnej w relacji słowo–dźwięk; przykładem syntezy technik i stylów jest Te Deum laudamus na głosy, instrumenty i basso continuo (1642). Dla Gimnazjum Akademickiego oraz na użytek gminy wyznaniowej przy kościele św. Piotra i Pawła skomponował Psalmen Davids nach französischer Melodey oder Weise in Music componirt (1640) oraz Psalmorum Davidicorum ad gallicam melodiam (część 2, 1651). Są to jedyne drukowane utwory muzyczne Sieferta. Powstały one pod wpływem Psalmów Dawida, wydanych w l. 1602–1624 przez J.P. Sweelincka. Kosztem odejścia od niektórych zasad kontrapunktycznych udało się Siefertowi stworzyć w Psalmach własne środki wyrazowe, co jednak naraziło go na zdecydowaną krytykę ówczesnego środowiska muzycznego (m.in. Kaspara Förstera starszego). Wywiązał się ostry, trwający blisko 20 lat spór, w który zaangażowało się całe środowisko muzyczne Gdańska, i to właśnie on uniemożliwił Siefertowi objęcie stanowiska kapelmistrza, o które daremnie zabiegał. Konsekwencje sporu sięgnęły daleko poza granice miasta, odbił się on głośnym echem w wielu znaczących ośrodkach muzycznych w całej Europie. Jednym z głównych oponentów Sieferta był Marco Scacchi, kompozytor królewski i kapelmistrz nadworny w Warszawie, a zarazem propagator stylu włoskiego, który w 1643 w Wenecji opublikował krytykę twórczości Sieferta (zwłaszcza jego psalmów) Cribrum musicum ad triticum Siferticum i rozesłał ją wraz z listem Lettera per maggiora informatione do swych przyjaciół i kolegów. Siefert bez powodzenia próbował bronić swej twórczości wydanym w Gdańsku polemicznym dziełem Anticribratio musica ad avenam Scacchianam (1645), jednak po stronie Scacchiego (i zarazem Förstera) stanął nawet tej miary autorytet, co Heinrich Schütz.
Siefert zmarł w Gdańsku i 10 maja 1666 został pochowany w kościele Mariackim.